# Idelsane
Idelsane  (in arabo ادلسان‎?) è un centro abitato e comune rurale del Marocco situato nella provincia di Ouarzazate, regione di Drâa-Tafilalet. Conta una popolazione di 8 374 abitanti (censimento 2014).